# Campeonato Mundial de Natação em Piscina Curta de 2012 - Revezamento 4x200 m livre masculino
A prova dos 4x200 metros livre  masculino do Campeonato Mundial de Natação em Piscina Curta de 2012 foi disputado em 13 de dezembro em Istambul  na Turquia.

## Recordes
Antes desta competição, os recordes mundiais e do campeonato nesta prova eram os seguintes:
|       | Nacionalidade | Nome | Tempo   | Local | Data                   |
| ----- | ------------- | --- | ------- | ----- | ---------------------- |
| WR CR | Rússia        | Nikita Lobintsev (1:42.10) Danila Izotov (1:42.15) Evgeny Lagunov (1:42.32) Alexander Sukhorukov (1:42.47) | 6:49.04 | Dubai | 16 de dezembro de 2010 |

## Medalhistas
| Ouro | Prata                                                                                             | Bronze                                                                                  |
| Estados Unidos · Ryan Lochte · Conor Dwyer · Michael Klueh · Matt McLean · Garrett Weber-Gale* · Michael Weiss* | Austrália · Tommaso D'Orsogna · Jarrod Killey · Kyle Richardson · Robert Hurley · Travis Mahoney* | Alemanha · Paul Biedermann · Dimitri Colupaev · Christoph Fildebrandt · Yannick Lebherz |

*Participaram apenas das eliminatórias, mas também receberam medalhas.

## Resultados

### Eliminatórias
As eliminatórias ocorreram dia 13 de dezembro. 
| Colocação | Bateria | Raia | Nacionalidade  | Nome | Tempo   | Notas |
| --------- | ------- | ---- | -------------- | --- | ------- | ----- |
| 1         | 1       | 4    | Alemanha       | Dimitri Colupaev (1:45.23) Christoph Fildebrandt (1:45.69) Yannick Lebherz (1:43.02) Paul Biedermann (1:44.73)              | 6:58.67 | Q     |
| 2         | 1       | 5    | Rússia         | Artem Lobuzov (1:45.29) Yevgeny Lagunov (1:43.81) Dmitri Yermakov (1:45.29) Viatcheslav Andrusenko (1:45.34)                | 6:59.73 | Q     |
| 3         | 2       | 4    | Austrália      | Tommaso D'Orsogna (1:44.65) Jarrod Killey (1:46.52) Travis Mahoney (1:46.81) Robert Hurley (1:43.79)                        | 7:01.77 | Q     |
| 4         | 2       | 5    | Estados Unidos | Garrett Weber-Gale (1:46.62) Michael Klueh (1:44.37) Matt McLean (1:45.45) Michael Weiss (1:45.34)                          | 7:01.78 | Q     |
| 5         | 1       | 3    | Japão          | Yuki Kobori (1:45.46) Fumiya Hidaka (1:45.46) Takuro Fujii (1:46.53) Kenta Hirai (1:46.26)                                  | 7:03.43 | Q     |
| 6         | 1       | 8    | Itália         | Gianluca Maglia (1:46.09) Michele Santucci (1:47.05) Gabriele Detti (1:46.27) Alex di Giorgio (1:45.55)                     | 7:04.96 | Q     |
| 7         | 2       | 8    | Grã-Bretanha   | Ieuan Lloyd (1:45.26) Chris Walker-Hebborn (1:46.67) Roberto Pavoni (1:48.39) Robert Renwick (1:46.18)                      | 7:06.50 | Q     |
| 8         | 2       | 3    | Brasil         | Thiago Simon (1:48.07) Fernando Santos]] (1:44.41) Vinicius Waked (1:46.86) Samuel Acioli (1:48.06)                         | 7:07.40 | Q     |
| 9         | 1       | 1    | China          | Hao Yun (1:45.64) Pu Wenjie (1:46.79) Shi Tengfei (1:49.88) Lü Zhiwu (1:49.59)                                              | 7:11.90 |       |
| 10        | 2       | 1    | Canadá         | Coleman Allen (1:46.63) Zackariah Chetrat (1:48.23) Thomas Gossland (1:48.51) Luke Peddie (1:49.94)                         | 7:13.31 |       |
| 11        | 2       | 6    | Argentina      | Martín Naidich (1:49.68) Juan Pereyra (1:49.14) Esteban Paz (1:51.26) Matías Aguilera (1:49.80)                             | 7:19.88 | NR    |
| 12        | 1       | 6    | Singapura      | Quah Zheng Wen (1:50.29) Pang Sheng Jun (1:51.24) Ng Kai Wee Rainer (1:51.54) Joseph Schooling (1:50.43)                    | 7:23.50 | NR    |
| 13        | 1       | 2    | Peru           | Jesús Monge (1:54.93) Emmanuel Crescimbeni (1:51.76) Enrique Duran (1:54.92) Jusuf Nikola Ustavdich (1:54.37)               | 7:35.98 | NR    |
| 14        | 1       | 7    | Macau          | Ngou Pok Man (1:56.68) Chao Man Hou (1:58.58) Sio Ka Kun (2:05.14) Lao Kuan Fong (1:59.40)                                  | 7:59.80 |       |
| 15        | 2       | 2    | Índia          | Sarma S. P. Nair (1:59.39) Rahul Monal Chokshi (2:04.74) Agnishwar Jayaprakash (1:57.92) Neil Himanshu Contractor (2:00.59) | 8:02.64 |       |
| 16        | 2       | 7    | Gibraltar      | Colin Bensadon (1:55.48) James Sanderson (1:59.86) Oliver Quick (2:07.03) Michael Hitchcock (2:02.55)                       | 8:04.92 |       |
| 17        | 2       | 0    | Venezuela      | | DNS     |       |

### Final
A final teve sua disputa realizada em 13 de dezembro. 
| Colocação         | Raia | Nacionalidade  | Nome | Tempo   | Notas |
| ----------------- | ---- | -------------- | --- | ------- | ----- |
| Medalha de ouro   | 6    | Estados Unidos | Ryan Lochte (1:41.17) Conor Dwyer (1:43.04) Michael Klueh (1:43.20) Matt McLean (1:43.99)                      | 6:51.40 |       |
| Medalha de prata  | 3    | Austrália      | Tommaso D'Orsogna (1:42.49) Jarrod Killey (1:42.82) Kyle Richardson (1:44.59) Robert Hurley (1:42.39)          | 6:52.29 | OC    |
| Medalha de bronze | 4    | Alemanha       | Paul Biedermann (1:41.93) Dimitri Colupaev (1:42.96) Christoph Fildebrandt (1:45.40) Yannick Lebherz (1:42.93) | 6:53.22 | NR    |
| 4                 | 5    | Rússia         | Artem Lobuzov (1:44.75) Yevgeny Lagunov (1:43.14) Dmitri Yermakov (1:45.14) Viatcheslav Andrusenko (1:43.94)   | 6:56.97 |       |
| 5                 | 7    | Itália         | Andrea D'Arrigo (1:44.90) Alex di Giorgio (1:45.78) Gianluca Maglia (1:44.01) Filippo Magnini (1:44.53)        | 6:59.22 |       |
| 6                 | 2    | Japão          | Yuki Kobori (1:45.57) Fumiya Hidaka (1:45.29) Kosuke Hagino (1:44.41) Daiya Seto (1:45.52)                     | 7:00.79 | AS    |
| 7                 | 1    | Grã-Bretanha   | Ieuan Lloyd (1:45.24) Chris Walker-Hebborn (1:46.81) Roberto Pavoni (1:48.04) Robert Renwick (1:45.64)         | 7:05.73 |       |
| –                 | 8    | Brasil         | Fernando Santos (1:44.75) Vinicius Waked (1:47.22) Thiago Simon Samuel Acioli                                  | DSQ     |       |

Legenda
| Recorde mundial       | Recorde mundial (World record)               |                       | Recorde africano                      | Recorde africano (African) |                                           | Q | Classificado por posição (Qualified) |
| Recorde do campeonato | Recorde do campeonato (Championship record)  | Recorde da América    | Recorde da América (Americas)         | q                          | Classificado por melhor tempo (Qualified) |   |                                      |
| Melhor marca do ano   | Melhor marca do ano (World leading)          | Recorde asiático      | Recorde asiático (Asian)              | DNS                        | Não largou (Did not start)                |   |                                      |
| Recorde nacional      | Recorde nacional (National record)           | Recorde europeu       | Recorde europeu (European)            | DNF                        | Não terminou (Did not finish)             |   |                                      |
| Recorde pessoal       | Recorde pessoal do atleta (Personal best)    | Recorde da Oceania    | Recorde da Oceania (Oceania)          | DSQ / DQ                   | Desclassificado (Disqualified)            |   |                                      |
| Recorde da temporada  | Recorde da temporada do atleta (Season best) | Recorde sul-americano | Recorde sul-americano (South America) | NM                         | Sem marca (No mark)                       |   |                                      |